# Anisocentropus pictilis
Anisocentropus pictilis är en nattsländeart som beskrevs av Arturs Neboiss 1986. Anisocentropus pictilis ingår i släktet Anisocentropus och familjen Calamoceratidae. Inga underarter finns listade i Catalogue of Life.